# 천방지축 하니
《천방지축 하니》는 이진주가 그린 대한민국의 순정만화이다. KBS에 의해 국내 제작 만화영화가 된 초창기 방송용 애니메이션이기도 하다. 달려라 하니의 속편이지만 스토리가 이어지지 않고, 전작에서 담임 선생님으로 나오던 홍두깨가 아버지 역할로 등장하며 종목이 육상에서 체조로 바뀌었고 전작에서 하니를 짝사랑 하는 인물의 이름이 창수에서 준태로 이름이 바뀐 것이 특징인데 이선희가 달려라 하니에 이어 또다시 주제가를 불렀다. 애니메이션에서는 하니 시리즈에 해당하지만 원작만화에서는 《천방지축 오소리》라는 별도의 작품이다.

## 방송 일시
| 방송 채널 | 방송일                    | 방송 시간 |
| --------- | ------------------------- | --------- |
| KBS 2TV   | 1989년 7월 7일 ~ 9월 29일 | 종료      |

## 달려라 하니와의 차이점
- 전작과는 달리 내용 자체가 일부 변경되었다. 전작에서는 육상을 소재를 하였으나 이번에는 리듬 체조라는 소재를 하면서 힘을 쓰는 육상에 비해서 다소 부드러워지고 여성스러워진 점이 있다. 다만 일상복에 있어서는 여전히 전작과 같이 하니가 겉옷에 청바지를 입는 활동적인 모습으로 나오는 편인데 겉옷 색깔이 노란색인 것과는 달리 여기에서는 연한 초록색으로 나온다(달려라 하니 1화에서는 연한 초록색으로 나온다.). 체조로 소재가 변경되었지만 하니가 여전히 전작과 사실상 마찬가지로 일상에서는 청바지를 입는 모습이 나오기 때문에 체조 때 타이즈를 입는 것을 제외하면 여성스럽게 보이는 치마를 입는 경우가 거의 없다. 이는 전작인 달려라 하니에서도 마찬가지로 여기에서는 활동량이 많은 육상을 소재로 하기 때문에 하니가 항상 청바지를 입고 나온다.

- 전작과 마찬가지로 하니는 13세의 중학생으로 나온다. 다만 학교 활동부서가 육상부에서 리듬 체조부로 변경되고 학교이름도 빛나리중학교에서 배우리중학교로 변경되었다. 성격은 전작과 동일하게 악바리같은 성격으로 나온다.

- 전작에서는 학교 선생으로 사제지간이었던 홍두깨가 여기에서는 하니의 양아버지로 나오면서 사제지간이 아닌 수양 부녀지간으로 나온다. 사실 전작에서도 남남으로 나왔지만 여기에서도 사실상 홍두깨의 친딸이 아니기 때문에 원래는 남남이나 다름이 없었지만 홍두깨 본인이 수양 아버지 역할로 하니를 키웠다는 점에서 차이가 있다.

- 전작에서는 홍두깨가 중학교 체육교사로 등장하지만 여기에서는 만화가로 등장한다. 학교에 있는 모습은 나오지만 여기에서는 하니의 수양 아버지 자격으로 하니의 문제 등으로 학교에 나올 뿐 교사로 있을 때와는 달리 학교에 교사 신분으로 근무하지 않는다.

- 전작에서 나온 나애리라는 대립적인 캐릭터를 대신하여 유미라는 새로운 캐릭터가 그녀를 대신해서 하니의 대립적인 캐릭터로 나온다.

- 전작에서는 유지애라는 여자가 하니의 증오 대상으로 나오지만 이번에는 하니를 버렸다는 외할머니가 하니의 증오 대상으로 나온다.

- 전작에서 나온 창수라는 캐릭터가 준태라는 캐릭터로 변경되어 나오며 성우는 창수와 동일하나 전작에서는 이명화라는 친누나와 1남 1녀의 남매로 있었지만 여기에서는 편모가정의 외아들로 나오며 전작에서 부모님이 모두 나왔지만 여기에서는 친부가 고인이 된 것으로 보인다. 또한 친모가 전작에서는 평범한 가정주부였으나 여기에서는 피아노 강사로 등장한다.

- 전작에서 유지애를 대신하여 여기에서는 이맹숙이 하니의 보호자 역할로 나온다. 그리고 나중에 홍두깨와 재혼하면서 양어머니가 된다.

- 전작에서는 홍두깨의 부인이 고은애라는 충청도 말씨를 쓰는 시골적인 캐릭터였지만 이번에는 홍두깨 원래 부인이 사망한 것으로 나왔으며 후에 이맹숙이 그와 재혼하여 새 부인이 되었다. 참고로 전작에서 홍두깨는 고은애와 만나기 이전에는 원래부터 미혼자로 나왔으나 여기에서는 원래 부인과 이미 결혼했기 때문에 기혼자로 나온다.

- 전작에서는 하니 어머니가 고인으로 나왔으나 여기에서는 병환을 앓고 있는 중에 하니를 만나게 되었다가 사망하는 것으로 나온다.

- 전작에서는 하니 아버지가 해외 근로자로 나왔으나 여기에서는 체조 교관으로 나왔으며 고인으로 설정되어 나온다.

- 전작에서는 없었던 하니의 외할머니라는 존재가 여기에서 처음 나온다. 전작에서는 부모님만 나올 뿐 외할머니라는 존재는 나오지 않았으며 대신 유지애의 대사를 통해서 유모 할머니라는 존재가 언급되었다.

- 중학교라는 배경은 그대로이지만 전작에서는 '빛나리중학교' 로 나왔으나 여기에서는 '배우리중학교' 로 나온다. 교장 역시 다른 캐릭터로 변경되어 나오며 홍두깨와는 학부모로만 만날 뿐 전작과 같이 교사로 만나는 일이 없다.

- 전작에서는 홍두깨가 하니의 육상부 지도를 맡았지만 이번작에서는 코뿔소라는 선생이 체조부 지도를 맡았다. 홍두깨는 이번작에서는 만화가로 나왔기 때문에 당연히 학교 활동부서 선생이 될 수 없었다.

- 이번작에서 홍두깨가 만화가로 전환됨에 따라 처음으로 만화 편집부가 설정되고 만화 편집장과 동료 만화가들이 추가로 설정되어 나온다.

- 하니가 홍두깨를 부르는 호칭이 전작에서는 선생님으로 불렸으나 이번에는 아빠로 불린다. 전작에서는 학교 사제지간이었기 때문이지만 이번작에서는 양부녀지간으로 나오기 때문이다.

- 전작에서와 사실상 마찬가지로 하니, 홍두깨 성우가 변경없이 그대로 진행하게 되었다. 다만 전작에서 활약했던 일부 캐릭터 교체에 따라 성우 교체도 이뤄져서 새로운 캐릭터 성우가 캐스팅되었다.(전작의 유지애, 고은애, 나애리 등 → 이번작의 코뿔소, 맹견우, 유미 등)

- 전작에서는 일부 나레이션도 나왔지만 이번작에서는 나레이션이 전해지지 않는다.

- 전작과 마찬가지로 KBS2TV에서 연이어 방영하였다.

## 줄거리
만화가인 아버지 홍두깨와 단 둘이 살고 있지만 못 하는 운동이 없을 정도로 활발하게 자라온 하니. 하지만 얼마전 고모와 아빠의 대화를 엿듣고 마침내 자신의 출생의 비밀을 알게 되면서 비뚤어지는 성격이 되고 만다. 그런 하니와 홍두깨 곁을 맴돌고 있는 정체 불명의 할머니. 그리고 체조에 뛰어난 재능을 보이는 하니에게 코뿔소 선생과 맹견우가 손을 내미는데...

## 등장 인물
- 하니 역 : 주인공이자 중학생이다. 못하는 운동이 없는 만능 스포츠 소녀. 활발한 성격이었으나 출생의 비밀을 알게 된 이후 성격이 비뚤어진다. 초반엔 축구부에 들어가서 준태와 티격태격하지만 축구부에서 큰 역할을 한다. 중반에 축구부에서 탈퇴하고 나서 코뿔소 선생과 맹견우를 만나 체조를 시작하면서 친엄마에 대한 이해를 하게 된다(전작에서는 육상 선수였다.).
- 홍두깨 역 : 하니의 아버지로, 무명의 만화가지만 나름대로 소신을 갖고 있는 열혈 작가. 앞집 피아노 선생이자 준태의 어머니인 맹숙씨와 다투다가 정을 나누게 된다. 마지막에 이맹숙과 재혼을 하고 하니, 준태와 행복하게 산다.(사실은 하니의 친아버지가 아니다. 전작에서는 하니의 담임 선생님이었으나 이번 작품에서 아버지 역할로 바뀌었다. 또한 전작에서는 원래부터 미혼자였다가 후에 고은애를 만나서 기혼자가 되었으나 여기에서는 원래 부인과 결혼하였던 기혼자로 나온다.)

- 코뿔소 : 하니의 체조감각을 한눈에 알아보고 기량을 맘컷 펼치도록 도와주는 선생님이자 체조부 코치

- 맹견우 : 미소년의 외모로 모든 아이들에게 관심을 받는 인물. 코뿔소 선생님과 힘을 합쳐 하니가 체조를 할 수 있도록 조력자 역할을 수행한다.

- 설복희 (하니의 어머니) 역 : 하니의 친엄마이자 전직 체조선수 출신으로 하니가 자신의 부모에 의해 쥐도 새도 모르게 버려지고 설상가상으로 체조코치 출신이었던 자신의 남편마저 교통사고로 잃음으로써 연이은 정신적 충격으로 정신장애가 생겨 앓아누운 채로 하니만 찾는다.

- 하니의 외할머니 : 하니의 엄마가 앓아누운 것이 자신의 탓이라 생각하며 자신이 내다버린 손녀딸 하니를 찾기 위해 하니의 주변을 맴도는 인물.

- 준태 : 하니와 같은 반 친구로 처음에는 앙숙이었으나 점점 하니를 이해하면서 짝사랑하는 인물. (전작에서는 창수 역할이었으며 하니와 앙숙이었으나 이해하면서 하니를 짝사랑하게 된다는 설정은 전작과 같다.)

- 이맹숙(준태 엄마) : 피아노 학원장으로, 홍두깨네 집과 마주보고 있어 피아노 소리 때문에 잦은 실랑이를 벌이다가 마음을 열면서 홍두깨와 친해지고 하니에게 지원군이 되는 인물. 마지막에 홍두깨와 재혼을 하게 되며 하니, 준태하고 가정을 꾸려 행복하게 살아간다.

- 유미 : 하니가 세들어사는 집의 주인집 딸이란 이유로 하니를 무시하고 약올리는 발언을 일삼지만 점점 하니의 주변을 돌아보게 되면서 하니에게 화해를 청한다.

## 목소리 출연
- 주희 - 하니 역
- (故)장정진[2] - 홍두깨 역
- 유해무 - 코뿔소 선생 (체조부 코치), 허작가 (홍두깨 친구) 역
- 김정애 - 설복희 (하니 엄마), 유미 (주인집 딸) 역
- 설영범 - 잡지사 편집장 역
- 김규식 - 배우리 중학교 교장 선생님 역
- 유지영 - 맹견우, 하니 할머니 역
- 김순원 - 준태 역
- 안경진 - 해설, 이맹숙 (준태 엄마), 하니 고모 역
- 김정호 - 의사, 대한 중학교 교장 역

## 주제가

#### 여는 노래
- 천방지축 하니(KBS판)

작사 : 이진주
작곡 : 방용석 (구) 방준배
노래 : 이선희
- 천방지축 하니(애니원판)

작사 : 이진주
작·편곡 : 방용석 (구) 방준배
노래 : 정여진

#### 닫는 노래
- 13살 나이에 알았어요(KBS판)

작사 : 이진주
작곡 : 방용석 (구) 방준배
노래 : 이선희

## 제작진
- 기획 : 조봉남
- 원작 : 이진주
- 애니메이션제작 : 대원미디어㈜
- 작화연출 및 연출 - 안진모
- 작화연출 및 연출 : 김승욱
- 작화연출 - 황정열
- 작화감독 : 박설형
- 인물설정 : 이학빈
- 미술설정 : 임종우
- 구성 : 심상일
- 콘티 - 백승균
- 원화 : 이학빈, 김용호, 이재희, 홍영덕 남계식, 김이철, 이태수 심상일 이범길 이광백 이태수
- 원화작감 : 박설형 임용재
- 동화 : 서정석, 황경섭, 홍선자 오경택, 구영희, 윤미숙 하영희, 이현화, 김현주 박종화 정연선 최윤석
- 동화작감 : 최낙수, 강은숙
- 제록스 : 박인선, 최영자, 오병길, 김옥경, 박현희
- 선화 : 강현숙, 손미자, 심현수, 김경선 최봉순, 박희양 최순희 오남진
- 채화 : 한미라, 손은미, 최미경, 정혜선, 엄현숙, 강경이, 이정은, 정은이, 윤세리, 신인숙 윤명옥 임금재 정무숙
- 검사 : 신영순, 한미라, 윤정숙
- 특수효과 : 배상준, 박덕현
- 배경 디자인 : 임종우, 박효식
- 배경 : 전극선, 김두비, 임정철, 박경선, 임정철, 오혜숙, 봉하린, 문길환, 김용수 이화영 김철규
- 촬영 : 이명석, 박덕민. 전현호, 최돈하, 오영복, 이상길, 유진호, 이만희 안증섭
- 편집 : 전병태, 김장수
- 최종검사 - 이승현, 정미 이국형
- 파이날 체킹 : 이주형
- 진행 : 지용태, 부영순, 김선수
- 제작담당 : 신성섭, 강신우, 최종묵
- 음악 : 왕준기, 이남흥
- 텔레시네 : 최용균, 정현수
- 타이틀 : 강현석
- 녹음 : 표신수
- 음향효과 : 최경산, 한용배, 차일환, 김병호
- 녹음연출 : 민영문
- 제작 : KBS 대원미디어㈜
- 저작권 : 1988 ~ 1989 이진주 KBS, 대원미디어㈜ All rights reserved.
- 제공 : 자전거, 금호타이어, 대우그룹, 동원그룹, 롯데그룹, 해태제과, 한국 코카-콜라, 오리온, 부곡하와이, 현대그룹, 이서방상사, 두산그룹, 크라운제과, 이마이크로, 쏘쏘, 한스와 그레텔
- 공급 : KBS 미디어/(구) KBS 영상사업단

## 방영 목록
| 화차       | 주제                          | 본 방송일       |
| 1화        | 하니는 태풍                   | 1989년 7월 7일  |
| 2화        | 콧김 쌩쌩! 두 주먹 윙윙!      | 1989년 7월 14일 |
| 3화        | 열세살 나이에 알았어요        | 1989년 7월 21일 |
| 4화        | 새로운 파트너                 | 1989년 7월 28일 |
| 5화        | 코뿔소의 진격나팔             | 1989년 8월 4일  |
| 6화        | 체조부 창단작전               | 1989년 8월 11일 |
| 7화        | 엄마 얼굴 아른아른            | 1989년 8월 18일 |
| 8화        | 두 눈 반짝 작은 발 콩콩       | 1989년 8월 25일 |
| 9화        | 타오르는 불꽃                 | 1989년 9월 1일  |
| 10화       | 나를 말리지마!                | 1989년 9월 8일  |
| 11화       | 용수철 달고 뛰어라!           | 1989년 9월 15일 |
| 12화       | 엄마에게 메달을 바칠거야      | 1989년 9월 22일 |
| 최종화(13) | 땅끝에서 하늘 끝까지 (최종회) | 1989년 9월 29일 |